# Instituto de Pesquisa Ambiental da Amazônia
O Instituto de Pesquisa Ambiental da Amazônia (IPAM) é uma organização científica, não-governamental e sem fins lucrativos estabelecida em Belém do Pará, Brasil, no ano de 1995. O IPAM trabalha para promover ciência, educação e inovação para uma Amazônia ambientalmente saudável, economicamente próspera e socialmente justa.
Com o apoio de cerca de cem colaboradores distribuídos em oito escritórios/unidades de pesquisa, o instituto trabalha gerando informações e fomentando iniciativas para subsidiar políticas públicas, iniciativas locais e acordos internacionais. Atividades estas realizadas com a participação de agricultores familiares, produtores rurais, povos indígenas, comunidades tradicionais e diferentes setores do governo. As pesquisas e a atuação do IPAM são conduzidas por pesquisadores com excelência acadêmica nacional e internacional.

## Atuação histórica

### REDD
O lançamento da proposta de "Redução Compensada do Desmatamento" (Santilli et al, 2000) foi uma das maiores contribuições do IPAM para o enfrentamento da mudança climática global. O conceito, que sugeriu compensação financeira aos países em desenvolvimento que comprovadamente reduzissem o desmatamento em seus territórios, influenciou a evolução do mecanismo de Redução de Emissões por Desmatamento e Degradação Florestal (REDD), bem como a criação do Fundo Amazônia pelo governo brasileiro em 2008.

### Governança
O IPAM defende o debate prévio dos impactos ambientais causados por obras de infraestrutura na região. Desde 1998, expedições às rodovias BR-163, Transamazônica e Transoceânica, por exemplo, têm um papel fundamental na formulação de estratégias para lidar com o asfaltamento planejado de grandes rodovias. Os resultados desses estudos vêm sendo apresentados diretamente aos tomadores de decisão em diferentes esferas governamentais, gerando planos de ordenamento territorial.

### Seca
Para simular e avaliar os efeitos do desmatamento e do aquecimento global sobre o futuro da floresta amazônica, o IPAM realizou (1999-2006) um dos maiores experimentos de exclusão de chuva do mundo. Com a utilização de painéis plásticos, uma seca severa foi simulada em um hectare de floresta amazônica e, durante cinco anos, pesquisadores monitoraram os efeitos da escassez de água sobre a vegetação. Mesmo mostrando-se bastante resistente ao estresse hídrico, após esse período de seca, o dossel da floresta se tornou 20-25% mais aberto, aumentando a inflamabilidade da floresta. A mortalidade das árvores grandes, por sua vez, aumentou em 10 vezes, comprometendo sua capacidade de armazenar e ciclar carbono.

### Fogo
Previsões sugerem que, com o agravamento do aquecimento global, incêndios florestais na Amazônia se tornarão cada vez mais frequentes e intensos. Para avaliar os impactos causados pelo fogo na vegetação da região, o IPAM, em colaboração com diversas instituições, estabeleceu o maior experimento com fogo controlado dos trópicos, no estado de Mato Grosso, Brasil. O objetivo foi identificar e quantificar variáveis que controlam o comportamento do fogo em florestas da Amazônia e como este agente contribui para a transformação da floresta em um ambiente altamente degradado, com impactos significativos à ciclagem de água e carbono da floresta.